# Draba oariocarpa
Draba oariocarpa är en korsblommig växtart som beskrevs av Otto Eugen Schulz. Draba oariocarpa ingår i släktet drabor, och familjen korsblommiga växter. Inga underarter finns listade i Catalogue of Life.